# Mosterd (kunstwerk)

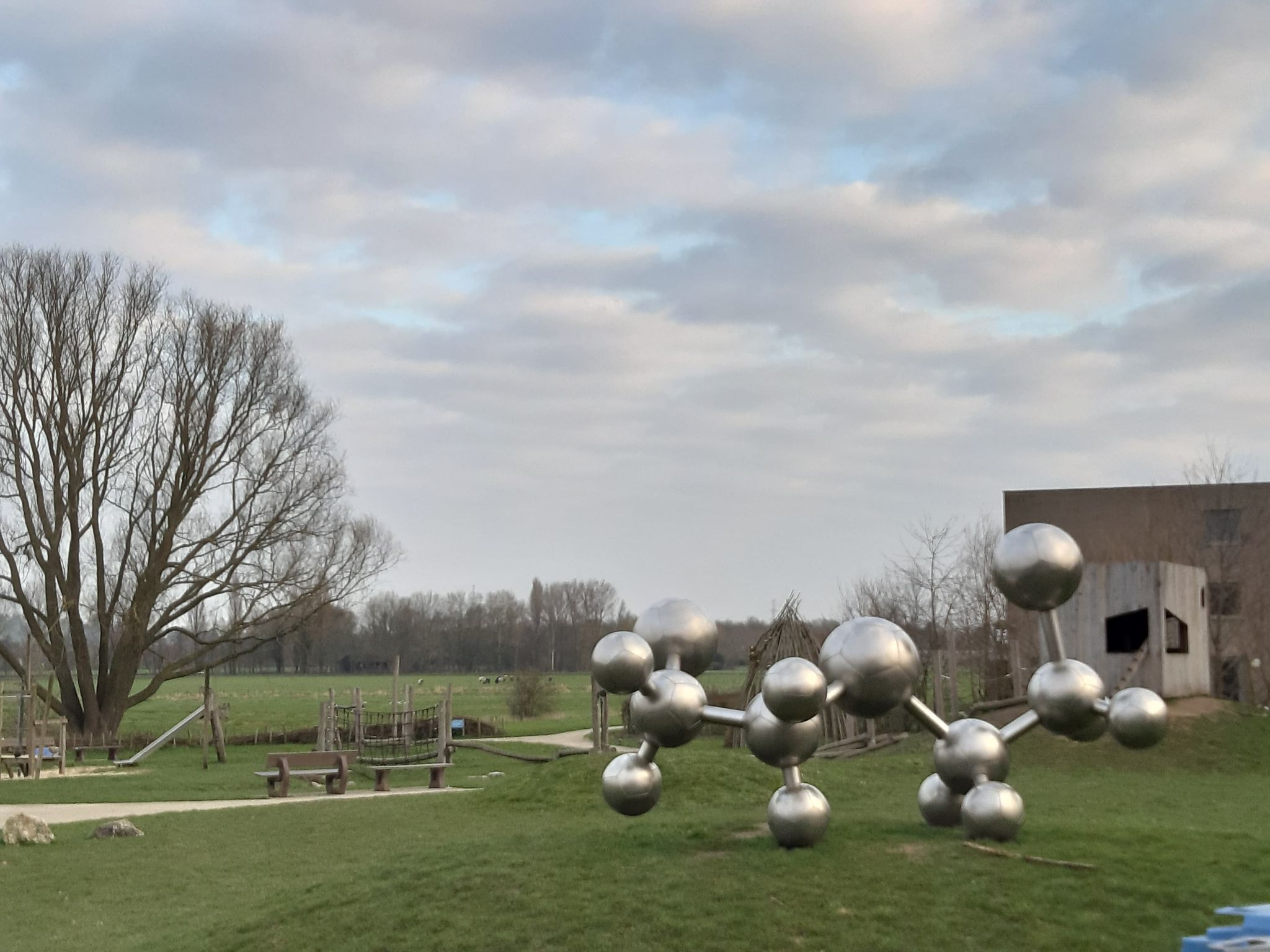
Foto monument

Mosterd is een kunstwerk aan het Vermandereplein in het Belgische Avelgem, gemaakt door de in België woonachtige Spanjaard Emilio López-Menchero.

## Omschrijving
Het kunstwerk kreeg de naam 'Mosterd'. Het werd ingehuldigd op 11 november 2018.
Het kunstwerk is een weergave van het molecule mosterdgas (C4H8Cl2S), in roestvast staal gemaakt.
Mosterdgas werd voor het eerst gebruikt in Ieper in de Eerste Wereldoorlog en werd daarna gekend als yperiet. Het monument herinnert aan de talloze slachtoffers van de gasaanvallen tijdens de Eerste Wereldoorlog.
Op de rand van het gebied waar de gifaanvallen werden ingezet, staat het kunstwerk als symbool voor alle vormen van zinloos geweld.
Uitkijkend op de meersen en de Kluisberg, vormen de jaarlijks bloeiende mosterdplanten een steeds terugkerend teken van hoop en vrede.

## Korte geschiedenis
Eind september 1918: onder leiding van koning Albert I trekt de legergroep Vlaanderen op om het Belgisch grondgebied te bevrijden.
Voor deze streek in Zuid-West-Vlaanderen is dit de taak van de Britse generaal Plumer, bevelhebber van het IIe Britse leger, geholpen door één Franse en twee Amerikaanse divisies.
Rond 20 oktober 1918 beginnen de geallieerde legers aan de bevrijding van de streek tussen Leie en Schelde.
Tussen 26 oktober en 9 november 1918 kreunde Avelgem onder zware beschietingen van het terugtrekkende Duitse leger. Wat er zich exact honderd jaar geleden afspeelde in Avelgem is een van de vergeten oorlogsmisdaden tijdens de Eerste Wereldoorlog.
26 oktober 1918: het 20e bataljon Durham Light Infantry bevrijdt de gemeente Avelgem.
De vijand trekt zich terug op de rechter Scheldeoever. Op enkele dagen tijd vuren ze om en bij de 500 gasgranaten af op Avelgem. Britse soldaten delen hier en daar gasmaskers uit, maar er waren er veel te weinig. De bijtende nevel veroorzaakte vreselijke blaren. Bij contact met de ogen of oren trad blindheid of doofheid op. Bij inademing van het gas stikten de slachtoffers langzaam.
In het bejaardenhuis in de Leopoldstraat sterven zowat 60 ouderen en enkele kloosterzusters door het gas. In een nabijgelegen kelder van een brouwerij ondergaan nog eens meer dan 50 volwassenen en kinderen hetzelfde lot. Hele gezinnen zijn uitgeroeid. Onder hen de vrouw en de vijf jonge kinderen van de latere burgemeester.
Na 27 oktober zijn er nog meer aanvallen geweest.
Op 9 november 1918 eindigt eindelijk het geweld in Avelgem.
In Kortrijk zouden er 52 Avelgemnaren onmiddellijk na de aanvallen gestorven zijn, nog 46 anderen in de weken daarna. Tussen de 185 en 210 slachtoffers van de gasaanvallen op Avelgem, Tiegem, Otegem, Heestert, Anzegem, Vichte en Ingooigem stierven in Kortrijkse hospitalen. Bij de 223 waarvan de leeftijd bekend is, waren 79 minderjarigen. Daarbij waren er 47 onder de tien jaar, 20% van het totaal. Het totaal aantal dodelijke slachtoffers in Avelgem wordt geraamd op 267.

## Daniël Vermandere
Als apotheker had Daniël Vermandere (14/03/1882) noties van de gevaren van chemische oorlogsvoering. Na de gasaanvallen hielp hij zo goed als hij kon zijn dorpsgenoten.
Hij begeleidt verscheidene slachtoffers naar hospitalen in Kortrijk. Onder leiding van Paul Cadbury, een Britse ambulancier, worden meer dan 100 getroffenen naar een medische post gebracht in de school O.L.V. Ter Engelen, beter gekend als 't Fort, in Kortrijk.
92 van hen stierven er. Op 28 oktober 1918 zijn er al 250 slachtoffers binnengebracht. Gedurende de tien daaropvolgende dagen sterven er 178, waarvan zeker 130 te wijten aan het gas.
Op 7 november 1918 sterft ook apotheker Daniel Vermandere in het ziekenhuis in Moeskroen ten gevolge van de gasaanvallen.
In de gemeenteraad van 5 oktober 1987 wordt het plein naast de kerk (Vermandereplein) naar hem genoemd.

## Galerij

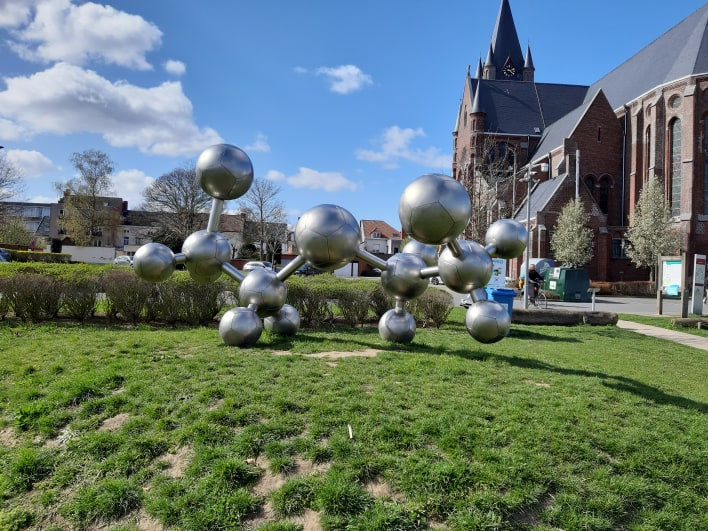
monument
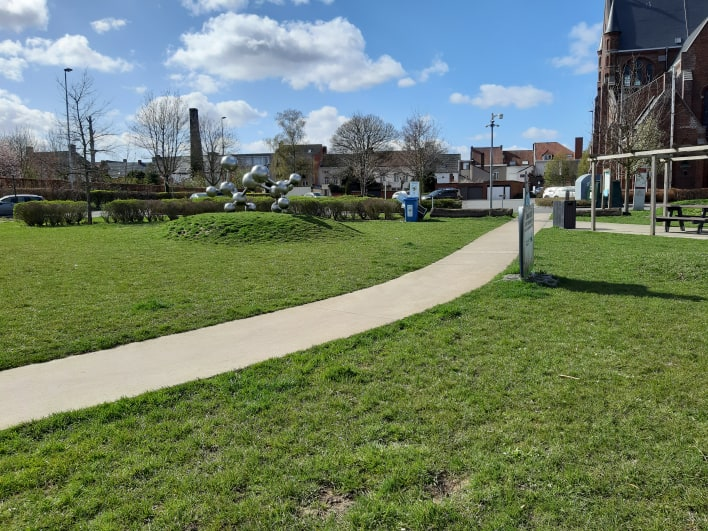
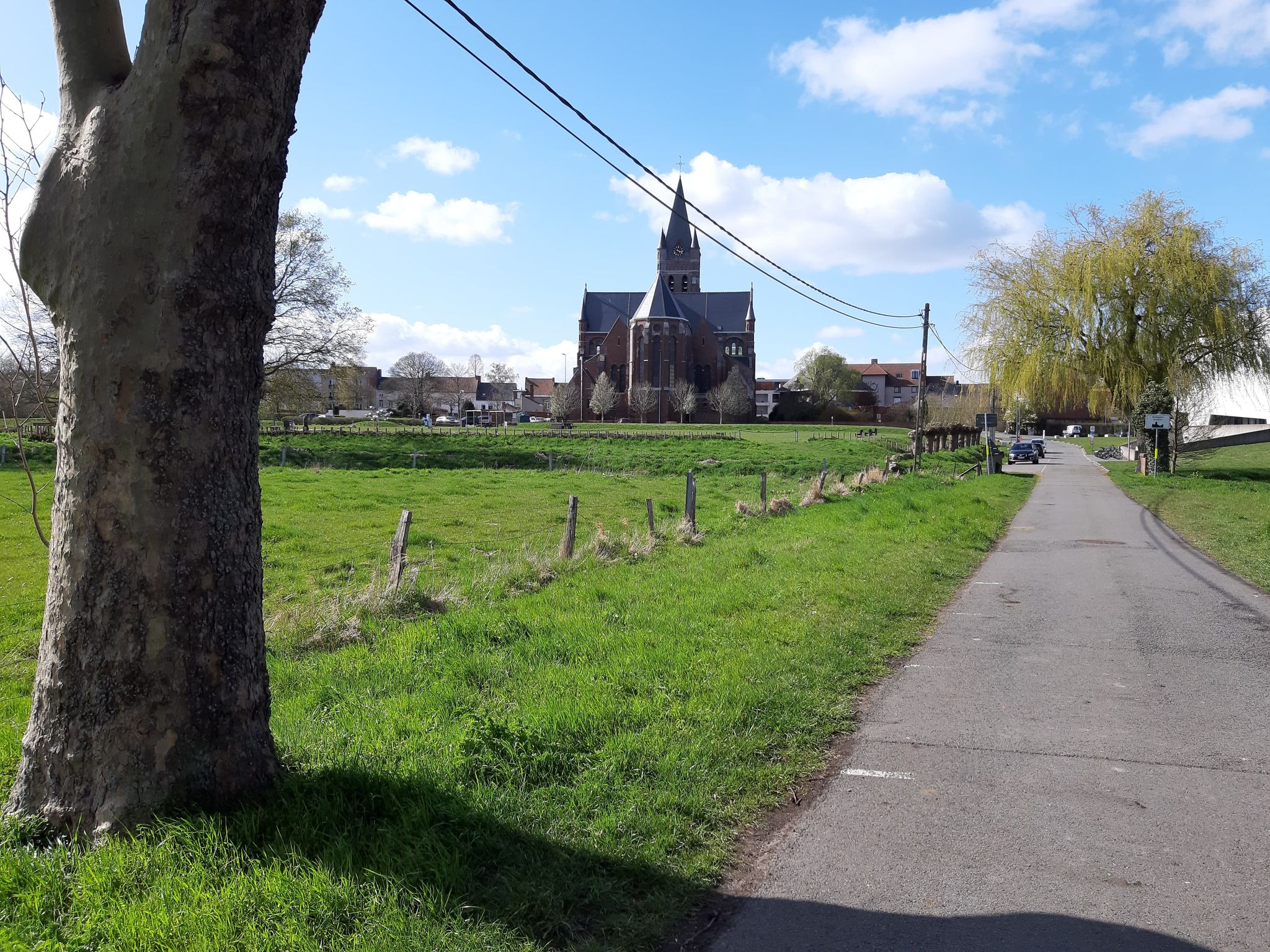
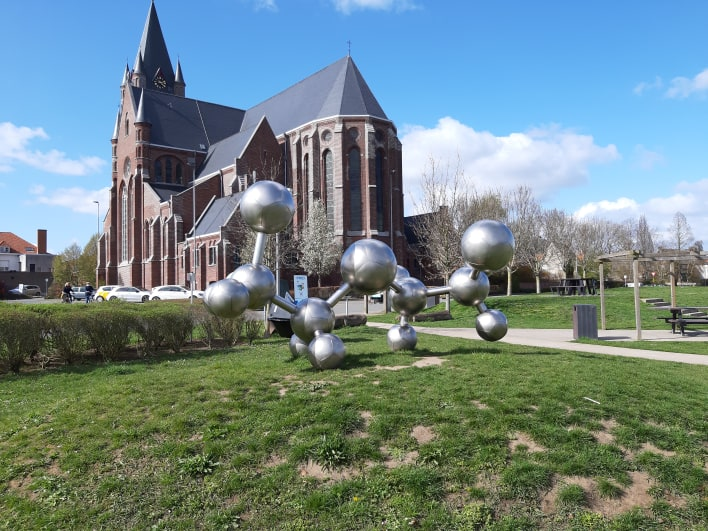
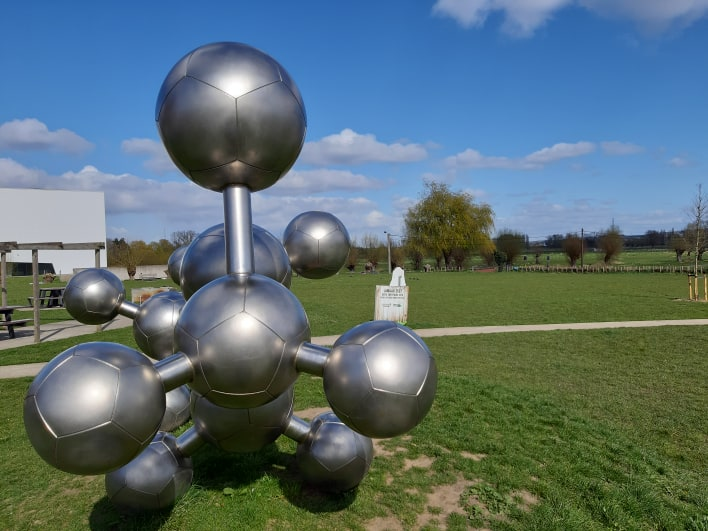
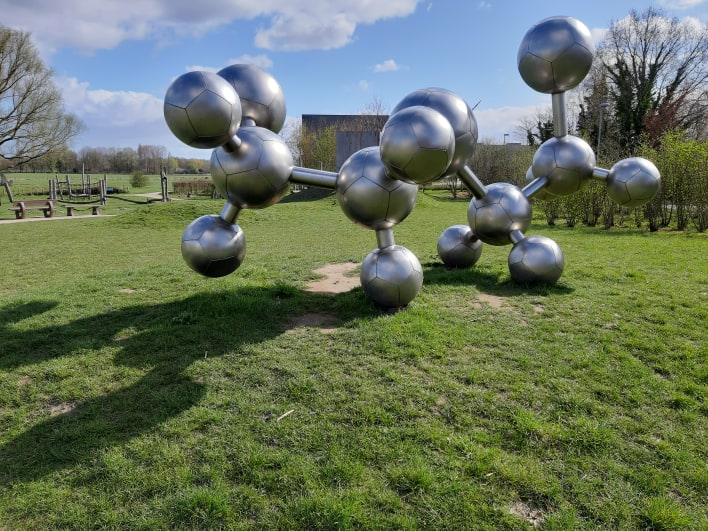
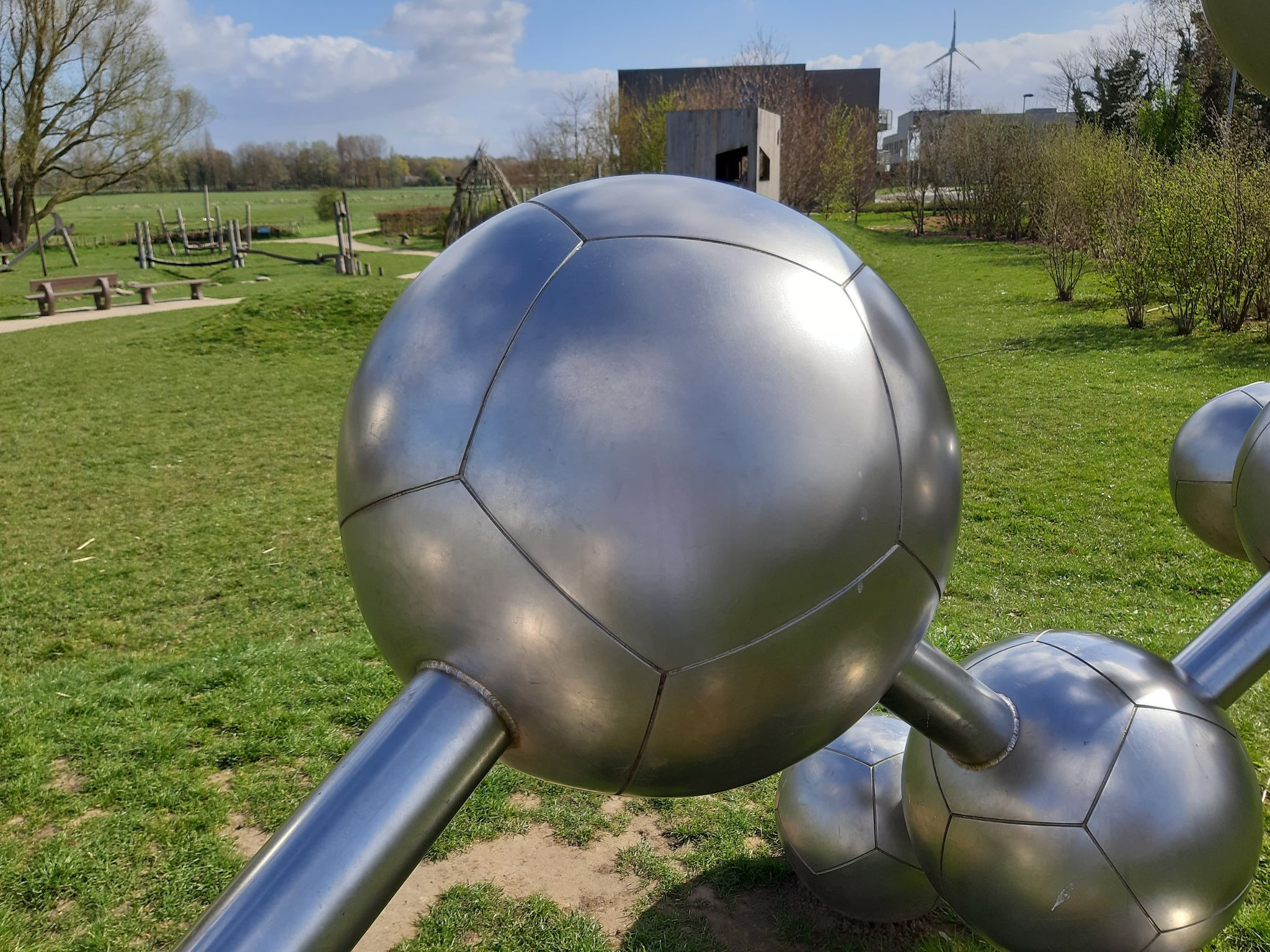
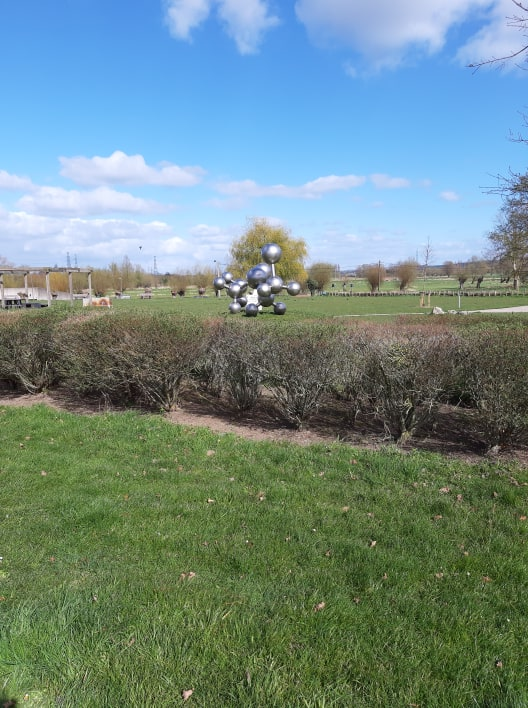
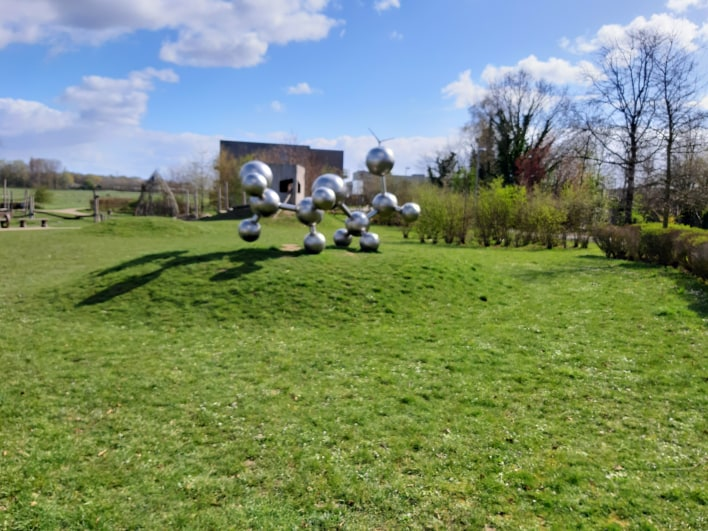
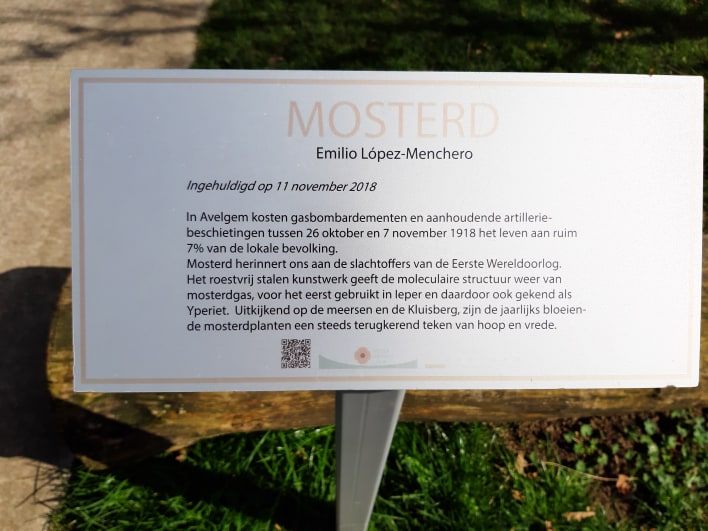
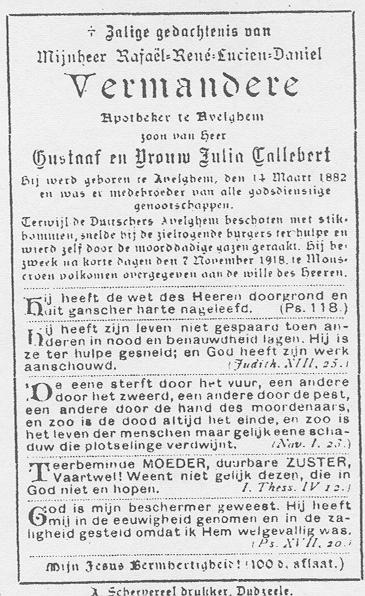
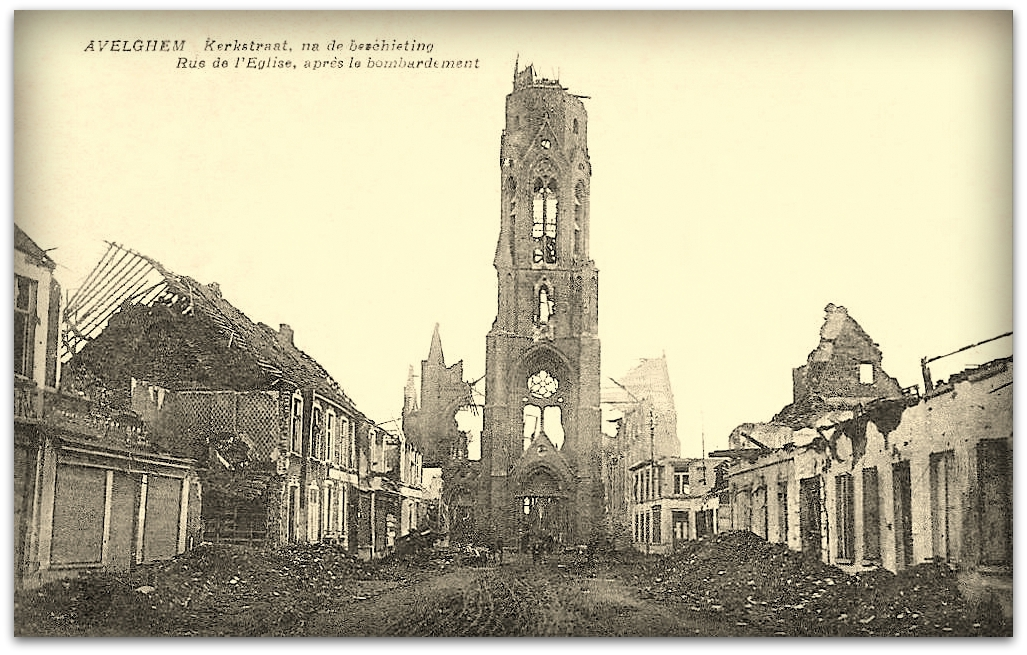
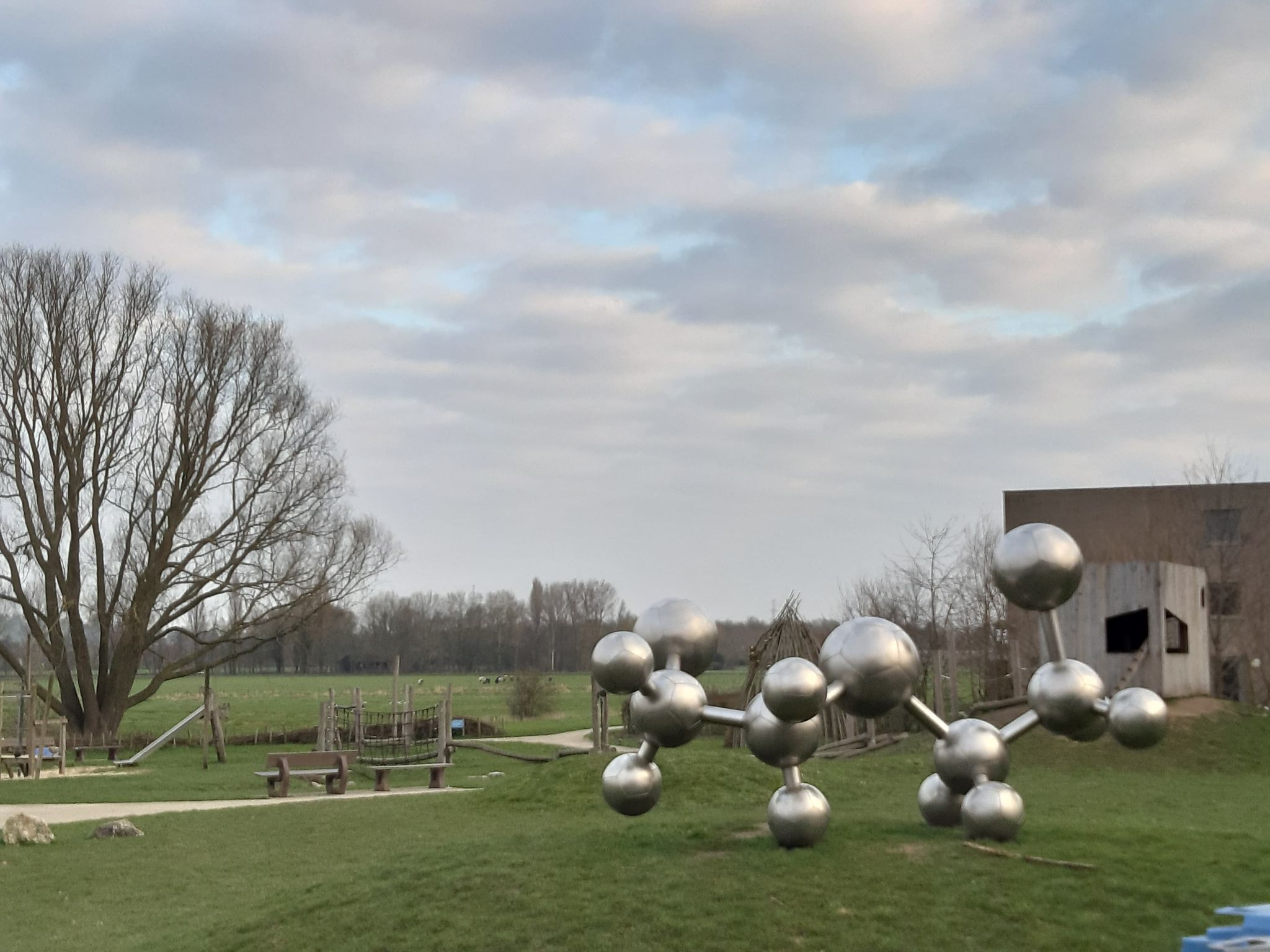